# USS Iwo Jima (LPH-2)
El USS Iwo Jima (LPH-2) fue un buque de asalto anfibio; que dio nombre a su clase; perteneció a la Armada de Estados Unidos. Fue el primer buque diseñado y construido como buque de asalto anfibio. Es el segundo buque en portar este nombre en honor de la batalla de Iwo Jima ocurrida durante la Segunda Guerra Mundial, aunque es el primero en ser completado, el USS Iwo Jima (CV-46) fue cancelado durante su construcción.

## Historia

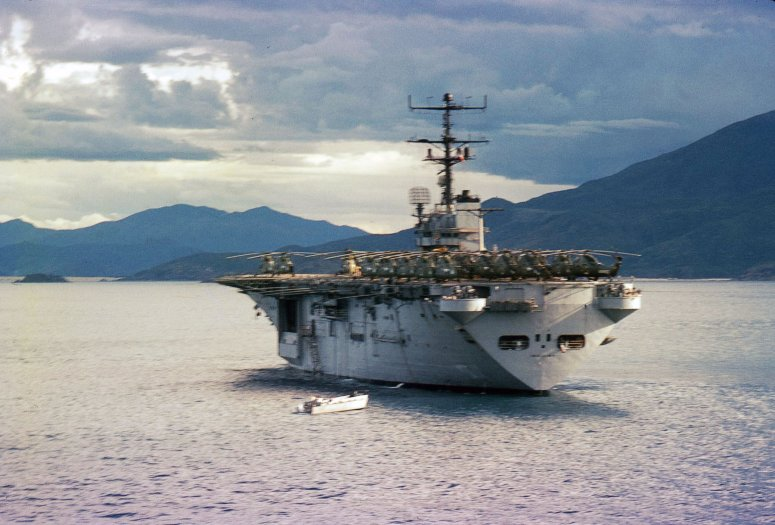
El USS Iwo Jima en aguas de Vietnam del Sur, año 1965.

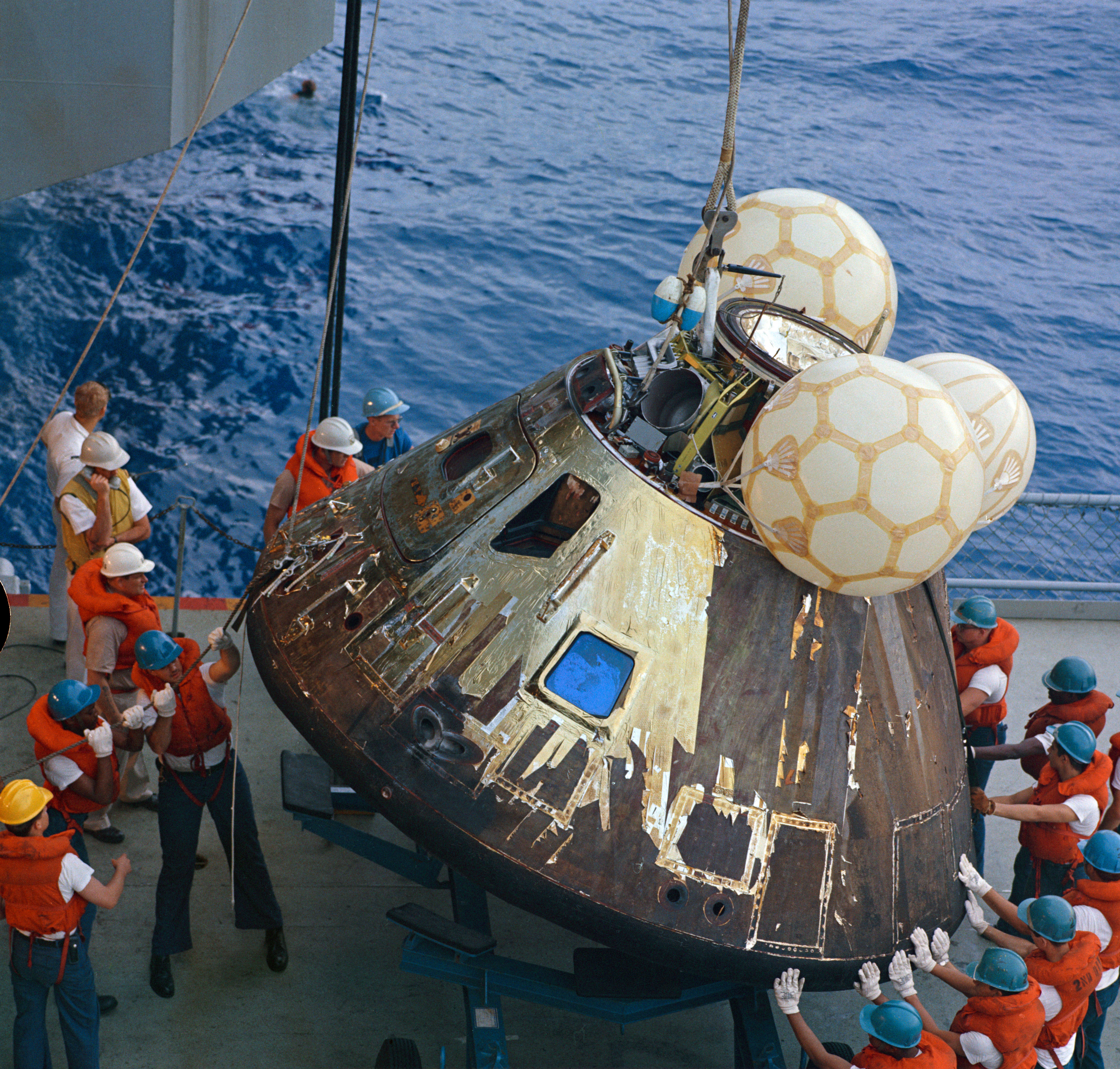
tripulantes del USS Iwo Jima recuperando la cápsula del Apolo 13.

El USS Iwo Jima fue puesto en grada en los astilleros Puget Sound Naval Shipyard, Bremerton, Washington el 2 de abril de 1959, fue botado el 17 de septiembre de 1960, siendo la madrina del acto la esposa del general Harry Schmidt. Fue asignado el 26 de agosto de 1961 y su primer Comándate fue el capitán Thomas D. Harris.
Participó en varias misiones durante la Guerra de Vietnam, en la que ganó 8 estrellas de campaña.
El 17 de abril de 1970, fue el buque insignia de la Task Force 130, que era la encargada de recoger a los astronautas y la cápsula del Apolo 13, tras su fracaso exitoso. En la película de 1995, Apolo 13, el USS Iwo Jima era en realidad su gemelo USS New Orleáns (LPH-11).
Fue dado de baja en el registro naval el 24 de septiembre de 1993 y vendido para desguace. La isla de la nave se encuentra en el Museum Of The American GI en College Station, Texas.